# Listă de artiști de muzică electronică

## Artiști internaționali notabili
- AIR
- Alio Die
- Amp
- Amon Tobin
- Aphex Twin
- Apollo Four Forty
- Arovane
- Asmus Tietchen
- Astral Projection
- Autechre
- Banco de Gaia
- Basement Jaxx
- Biosphere
- Birdy Nam Nam
- Boards of Canada
- Bowery Electric
- Bonobo
- Brian Eno
- BT
- The Chemical Brothers
- Chicane
- Cluster
- Crystal Method, The
- Daft Punk
- DASQ
- Death in Vegas
- Deca
- Deep Forest
- Delerium
- Depeche Mode
- DJ Spooky
- DJ Shadow
- Doldrums
- E.A.R
- Enigma
- Empressto
- Faithless
- Fatboy Slim
- Fluke
- Funki Porcini
- Future Sound of London, The
- Gas
- Global Communication
- Gotan Project
- Groove Armada
- Harold Budd
- Herbaliser
- Isao Tomita
- Indian Ropeman
- Jean Michel Jarre
- Jeff Greinke
- Jon Hassell
- Jonathan Coleclough
- Juno Reactor
- Kid Loco
- Kid Koala
- Kiln
- Kitaro
- Klaus Schulze
- KLF
- Kraftwerk
- Kruder & Dorfmeister
- Kurt Ralske
- Labradford
- Leftfield
- Liquid Mind
- Loop Guru
- Main
- Massive Attack
- Meat Beat Manifesto
- Members of Mayday
- Michael Brook
- Moby
- Mortiis
- Mousse T.
- Mr. Dibbs
- Mr. Oizo
- Mr. Scruff
- múm
- Mu-ziq
- Natacha Atlas
- Negative Format
- New Order
- Nicola Conte
- Nightmares on Wax
- O.Rang
- Ohgr
- Olive
- Orb, The
- Orbital
- O Yuki Conjugate
- Patrice
- Philosopher's Stone
- Photek
- Pink Martini
- Plaid
- Planet Funk
- Portishead
- Prodigy, The
- Propellerheads
- Psychic Warriors Ov Gaia
- Quantic
- Raphael
- Rapoon
- Robert Rich
- Roni Size & Reprazent
- Round Midnight
- Röyksopp
- RhBand
- Rue du Soleil
- Seefeel
- Sneaker Pimps
- Solar Quest
- Space Raiders
- Spacetime Continuum
- Squarepusher
- St. Germain
- Starfish Pool
- Steve Roach
- Stereolab
- Sushi Club, The
- Susumu Yokota
- System 7
- Talvin Singh
- Tangerine Dream
- Terre Thaemlitz
- Tetsu Inoue
- TheFatRat
- Tomorrowland
- Tosca
- Thomas Koner
- Transglobal Underground
- Type
- Toxic Lounge
- Underworld
- UNKLE
- Vidna Obmana
- Voice Of Eye
- Wagon Christ
- William Orbit
- Woob

## Artiști din România
- Dj Project
- Animal X
- INDRA
- Electric Brother
- KORD
- Șuie Paparude
- Thy Veils